# الفصل المتلاشي
الفصل المتلاشي هي رواية تاريخية  حائزة على جائزة عام 2002م كتبها الكاتبة الفلبينية أوزاسينا جراجو أورانزا. وفازت بالجائزة الثالثة خلال حفل توزيع جوائز الفلبين المئوية الأدبية لعام 1998م، وهو حدث يحتفل بذكرى جمهوريةالفلبين الاولى لعام 1898م. ومن الناحية الزمنية، فإن رواية الفصل المتلاشي تعد متبوعة برواية أورانزل الأخرى، الخيزران في مهب الريح.

## الوصف
تدور أحداث فيلم الفصل المتلاشي المستوحى من الرواية لأورانزا خلال «حربي التوأم» في عامي 1896 و 1898 م والمعروفين بالثورة الفلبينية والحرب الفلبينية الأمريكية على التوالي ، وهو يدور حول ملحمة العائلات الفلبينية التي عاشت السنوات الأخيرة والمضطربة لمانيلا  في القرن التاسع عشر. العائلات في الرواية هي عائلة إدارتويس و دي الغومريراز وهيراراس و ريكافورتس

## الشخصيات
أحداث الرواية هي نسج العديد من المواضيع تشمل الحب، والحرب، والسياسة، والنساء، والصيادين، ورجال الأعمال، والمزارعين، والخدم، وربات البيوت، والفتنة، والناس العاديين. الشخصيات في الرواية تشمل جودو وماريا في وأنجيلا ومارجاريتا وإنريك وروزالينا وبيبيو جناشو وأندريا هيريرا وجوليانا هيريرا وأورورا وتيبور وماسن وساباس وتوركاتو وأوليفير سمباجو وإيدون رومروا وكارلو سنور وكاهن وطني، كما أنه يضم أبطالًا فلبينيين مشهورين.